# Another You
Another You – pierwszy singel holenderskiego DJ-a i producenta muzycznego Armina van Buurena z jego szóstego albumu studyjnego Embrace. Wydany został 8 maja 2015 przez wytwórnię płytową Armada Music. Gościnnie w utworze wystąpił holenderski raper Mr. Probz.

## Lista utworów i formaty singla
Opracowano na podstawie materiału źródłowego.
- Singel cyfrowy – edycja radiowa

1. "Another You" (gościnnie: Mr. Probz) (Radio Edit) – 3:12

- Singel cyfrowy

1. "Another You" (gościnnie: Mr. Probz) (Extended Mix) – 4:54
2. "Another You" (gościnnie: Mr. Probz) (Mark Sixma Radio Edit) – 3:41
3. "Another You" (gościnnie: Mr. Probz) (Mark Sixma Remix) – 4:41

- Singel cyfrowy – remiks Headhunterz

1. "Another You" (gościnnie: Mr. Probz) (Headhunterz Radio Edit) – 3:07
2. "Another You" (gościnnie: Mr. Probz) (Headhunterz Remix) – 4:49

- Singel CD

1. "Another You" (gościnnie: Mr. Probz) (Radio Edit) – 3:14
2. "Another You" (gościnnie: Mr. Probz) (Mark Sixma Radio Edit) – 3:44
3. "Another You" (gościnnie: Mr. Probz) (Extended Mix) – 4:57
4. "Another You" (gościnnie: Mr. Probz) (Mark Sixma Remix) – 4:42

## Pozycje na listach
| Państwo           | Notowania (2015) | Najwyższa pozycja |
| ----------------- | ---------------- | ----------------- |
| Australia         | Singles Top 50   | 48                |
| Austria           | Singles Top 75   | 55                |
| Belgia (Flandria) | Singles Top 50   | 10                |
| Francja           | Singles Top 100  | 81                |
| Holandia          | Dutch Top 40     | 8                 |
| Irlandia          | Singles Top 100  | 92                |
| Niemcy            | Singles Top 100  | 75                |
| Szwecja           | Singles Top 100  | 55                |